# Vittorio Frigerio
Vittorio Vinicio Giuseppe Frigerio (* 28. Juni 1958 in Mendrisio) ist ein italienisch-kanadisch-schweizerischer Romanist und Schriftsteller.

## Leben
Vittorio Frigerio ist als Sohn italienischer Eltern im Kanton Tessin aufgewachsen; 1964 erhielt er das Schweizer Bürgerrecht. Er studierte erst an der Genfer Kunsthochschule, damals École supérieure d’art visuel (ESAV), und gründete nach dem Abschluss 1982 eine eigene Kunstgalerie. 1983 heiratete er eine Kanadierin und übersiedelte nach Toronto, wo er nach einer Ausbildung zum Übersetzer Französistik am Glendon Campus der York University studierte und 1996 mit dem Doktorat abschloss. Er hat sich auf die Französische Literatur des 19. Jahrhunderts spezialisiert und lehrte bis Ende 2019 an der Dalhousie University im kanadischen Halifax.
Neben seiner Lehrtätigkeit verfasste er Prosawerke und Essays in französischer und italienischer Sprache.

## Werke

### Essays
- Dans le palais des glaces de la littérature romande (Hrsg., mit Corine Renevey), 2002, ISBN 90-420-0923-3
- Les Fils de Monte-Cristo. Idéologie du héros de roman populaire, Limoges 2002, ISBN 2842872509
- Émile Zola au pays de l’Anarchie (Hrsg.), 2006, ISBN 2843100852
- Dumas l’irrégulier, Limoges, 2011, ISBN 9782842875466
- Nouvelles anarchistes. La création littéraire dans la presse militante (1890–1946), Grenoble 2012, ISBN 9782843102165
- La Littérature de l’anarchisme. Anarchistes de lettres et lettrés face à l’anarchisme, Grenoble 2014, ISBN 9782843102714
- Bande dessinée et littérature. Intersections, fascinations, divergences, Macerata, 2018, ISBN 9788822902573
- On n’arrête pas le progrès et autres vérités discutables, Liège 2019, ISBN 9782875622037
- Nous nous reverrons aux barricades. Les feuilletons des journaux de Proudhon (1848–1850),  Saint-Martin-d’Hères 2021, ISBN 9782377472321

### Romane und Erzählungen
- Au bout de la rue. Erzählungen, 1995
- La dernière ligne droite. Roman, 1997
- Sviamenti dell’ingegno, Erzählungen, 2001
- Naufragé en terre ferme, Roman, 2005
- La cathédrale sur l’océan, Roman, 2009
- Ricordi altrui, Erzählungen, 2016
- Révolution!, Erzählungen, 2017